# Seleção Vietnamita de Futebol
A Seleção Vietnamita de Futebol representa o Vietnã nas competições de futebol da FIFA. A Seleção Vietnamita nunca disputou uma Copa do Mundo FIFA, tendo disputado apenas um torneio oficial: a Copa da Ásia de 2007, como uma das quatro sedes da competição, junto com Malásia, Tailândia e Indonésia, parando nas quartas-de-final após ser derrotado por 2 a 0 frente ao Iraque, que viria mais tarde a ser o campeão da competição.
Estreou oficialmente em 1991, num amistoso contra as Filipinas, em Manila. A partida terminou empatada em 2 a 2. Participou pela primeira vez como Vietnã apenas nas Eliminatórias da Copa do Mundo FIFA de 1994. Vinte anos antes, como Vietnã do Sul, superou a Tailândia por 1 a 0, perdendo as partidas contra Japão e Hong Kong, por 4 a 0 e 1 a 0, respectivamente.

## Títulos
| Regionais | Regionais                 | Regionais | Regionais        |
|           | Competição                | Títulos   | Anos             |
| --------- | ------------------------- | --------- | ---------------- |
|           | Copa AFF                  | 3         | 2008, 2018, 2024 |
|           | Jogos do Sudeste Asiático | 1         | 1959             |

### Desempenho naCopa da Ásia
- Copa da Ásia de 2007: Quartas de Final
- Copa da Ásia de 2011: Não classificado
- Copa da Ásia de 2015: Não classificado
- Copa da Ásia de 2019: Quartas de Final

## Recordes
- Atualizado até 5 de janeiro de 2025[3]
- Jogadores em negrito ainda em atividade pela Seleção Vietnamita.

| Pos. | Jogador            | Partidas | Gols | Em atividade |
| ---- | ------------------ | -------- | ---- | ------------ |
| 1    | Lê Công Vinh       | 83       | 51   | 2004–2016    |
| 2    | Quế Ngọc Hải       | 80       | 6    | 2014–        |
| 3    | Phạm Thành Lương   | 78       | 7    | 2008–2016    |
| 4    | Nguyễn Trọng Hoàng | 74       | 12   | 2009–2021    |
| 5    | Nguyễn Minh Phương | 73       | 10   | 2002–2010    |
| 5    | Nguyễn Quang Hải   | 73       | 13   | 2017–        |
| 7    | Nguyễn Văn Toàn    | 68       | 8    | 2016–        |
| 8    | Đỗ Duy Mạnh        | 65       | 1    | 2015–        |
| 9    | Lê Tấn Tài         | 64       | 3    | 2006–2014    |
| 10   | Nguyễn Tiến Linh   | 59       | 25   | 2018–        |

| Pos. | Jogador            | Gols | Partidas | Média por jogo | Em atividade |
| ---- | ------------------ | ---- | -------- | -------------- | ------------ |
| 1    | Lê Công Vinh       | 51   | 83       | 0.61           | 2004–2016    |
| 2    | Lê Huỳnh Đức       | 27   | 52       | 0.52           | 1993–2004    |
| 3    | Nguyễn Tiến Linh   | 25   | 59       | 0.42           | 2018–        |
| 4    | Nguyễn Hồng Sơn    | 18   | 40       | 0.45           | 1993–2001    |
| 5    | Nguyễn Văn Quyết   | 16   | 58       | 0.27           | 2011–2024    |
| 6    | Phan Thanh Bình    | 13   | 31       | 0.42           | 2003–2009    |
| 6    | Nguyễn Quang Hải   | 13   | 71       | 0.18           | 2017–        |
| 8    | Nguyễn Anh Đức     | 12   | 36       | 0.33           | 2006–2019    |
| 8    | Nguyễn Công Phượng | 12   | 56       | 0.21           | 2015–        |
| 8    | Nguyễn Trọng Hoàng | 12   | 74       | 0.16           | 2009–2021    |

## Técnicos
| - Vũ Văn Tư (1991) - Nguyễn Sỹ Hiển (1991) - Trần Bình Sự (1993) - Trần Duy Long (1994–1995, interino) - Edson Tavares (1995) - Karl-Heinz Weigang (1995–1997) - Trần Duy Long (1997) - Lê Đình Chính (1997, interino) - Colin Murphy (1997) - Alfred Riedl (1998–2000) | - Edson "Dido" Silva (2000–2001) - Christian Letard (2002) - Henrique Calisto (2002) - Alfred Riedl (2003) - Nguyễn Thành Vinh (2004, interino) - Edson Tavares (2004) - Trần Văn Khánh (2004–2005, interino) - Alfred Riedl (2005–2007) - Henrique Calisto (2008–2011) - Falko Götz (2011) | - Mai Đức Chung (2012, interino) - Phan Thanh Hùng (2012) - Nguyễn Văn Sỹ (2013, interino) - Hoàng Văn Phúc (2013–2014) - Toshiya Miura (2014–2016) - Nguyễn Hữu Thắng (2016–2017) - Mai Đức Chung (2017, interino) - Park Hang-seo (2017–2023) - Philippe Troussier (2023–2024) - Kim Sang-sik (2024–) |